# 전뢰진
전뢰진(田雷鎭, 1929년 ~ )은 대한민국의 조각가이다.
홍익대학교 조각과를 졸업하였다. 제4,5,6회의 국전에서 특선을 받고 동 추천작가 되었다. 1965년 제14회 국전 이후 심사위원을 역임했으며 홍익대학 부교수 및 동 조각과장을 지냈다. 마닐라 국제전, 사이공 국제전, 말레이시아 국제전 등에 출품한 바 있다.
대리석을 소재로 부드러운 정감과 기념비적 형태의 독자적인 양식을 구현한 작가로 알려지고 있다.